# Průčelí

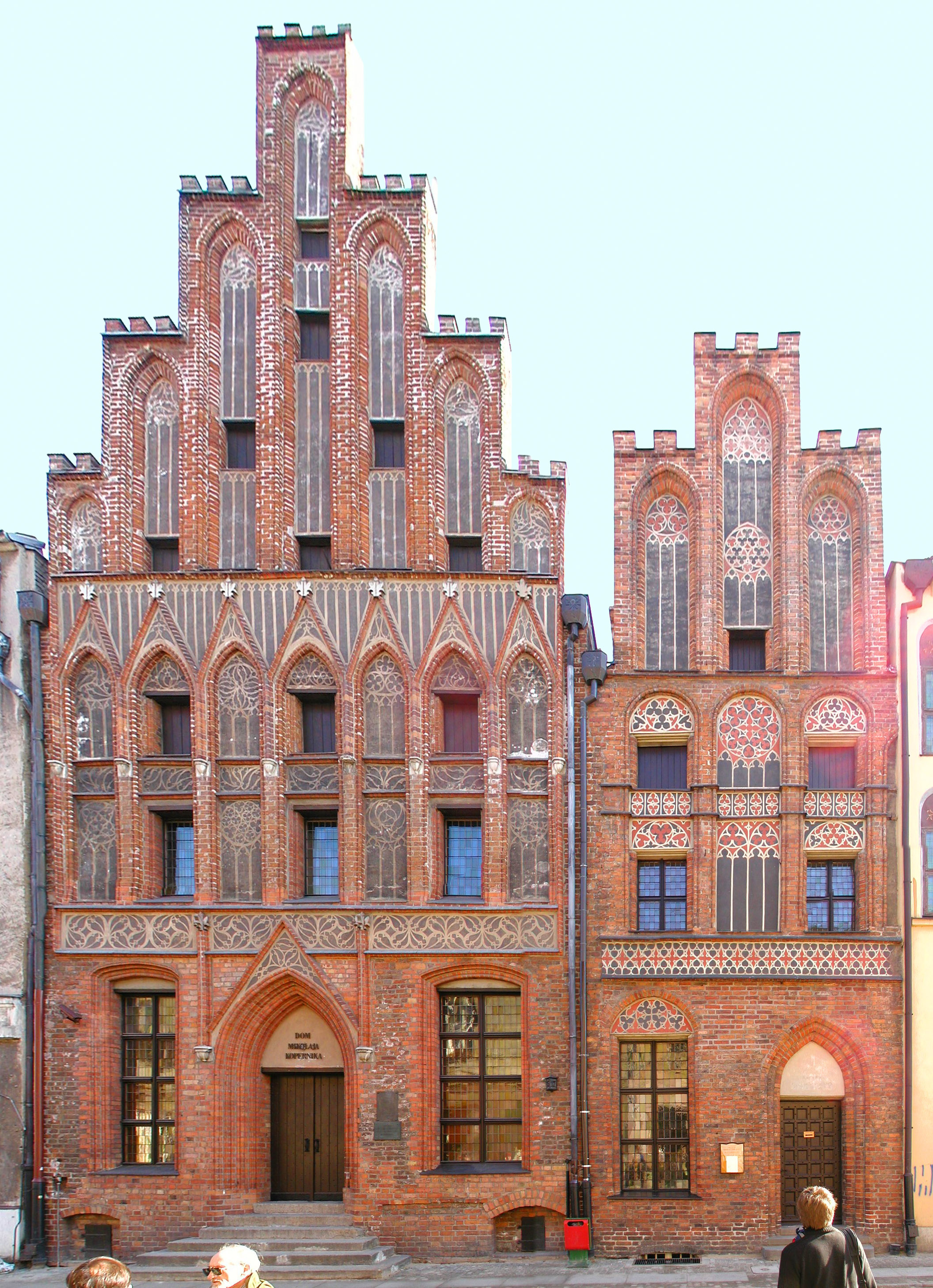
Průčelí Koperníkova domu v polské Toruni

Průčelí je zpravidla přední strana budovy, hlavní fasáda. Průčelí bývá zpravidla bohatěji dekorováno než ostatní fasády. Často je řešeno osově, tedy okna a další prvky jako rizality, arkýře či balkony jsou uspořádány podle pomyslných svislých os procházejících všemi podlažími. Bývá ukončeno štítem či atikou. Průčelí s hlavním vchodem je zpravidla obráceno do ulice, případně orientováno na jinou urbanistickou dominantu. Budova může mít i víc než jedno (srovnatelně významné) průčelí, například zahradní průčelí zámku.